# Bolla speculativa giapponese
La bolla speculativa giapponese (バブル景気?, baburu keiki, letteralmente "bolla economica") fu una bolla speculativa formatasi a partire dal 1986 e scoppiata nel 1991, riguardante il mercato azionario e il settore immobiliare giapponese. La formazione della bolla fu possibile a causa di vari fattori: per primo la liberalizzazione delle norme finanziarie sommata al rapido aumento dei prezzi dei beni immobiliari, alla relativa capacità produttiva del Giappone di riuscire a stare al passo con la domanda di beni e servizi (domanda aggregata) e al conseguente aumento di liquidità delle imprese. Ciò permise a queste ultime di investire in attività speculative nel mercato azionario e nel settore degli immobili. Inoltre alcune incomprensioni tra il Ministero delle Finanze e la Banca del Giappone sulle decisioni da prendere in seguito al deprezzamento del dollaro (accordi del Plaza e del Louvre) favorirono lo sviluppo della bolla. Una volta che questa scoppiò, il Giappone andò incontro a un lungo periodo di deflazione noto come "decennio perduto", che segnò la fine del boom economico del secondo dopoguerra. 

## Antefatti

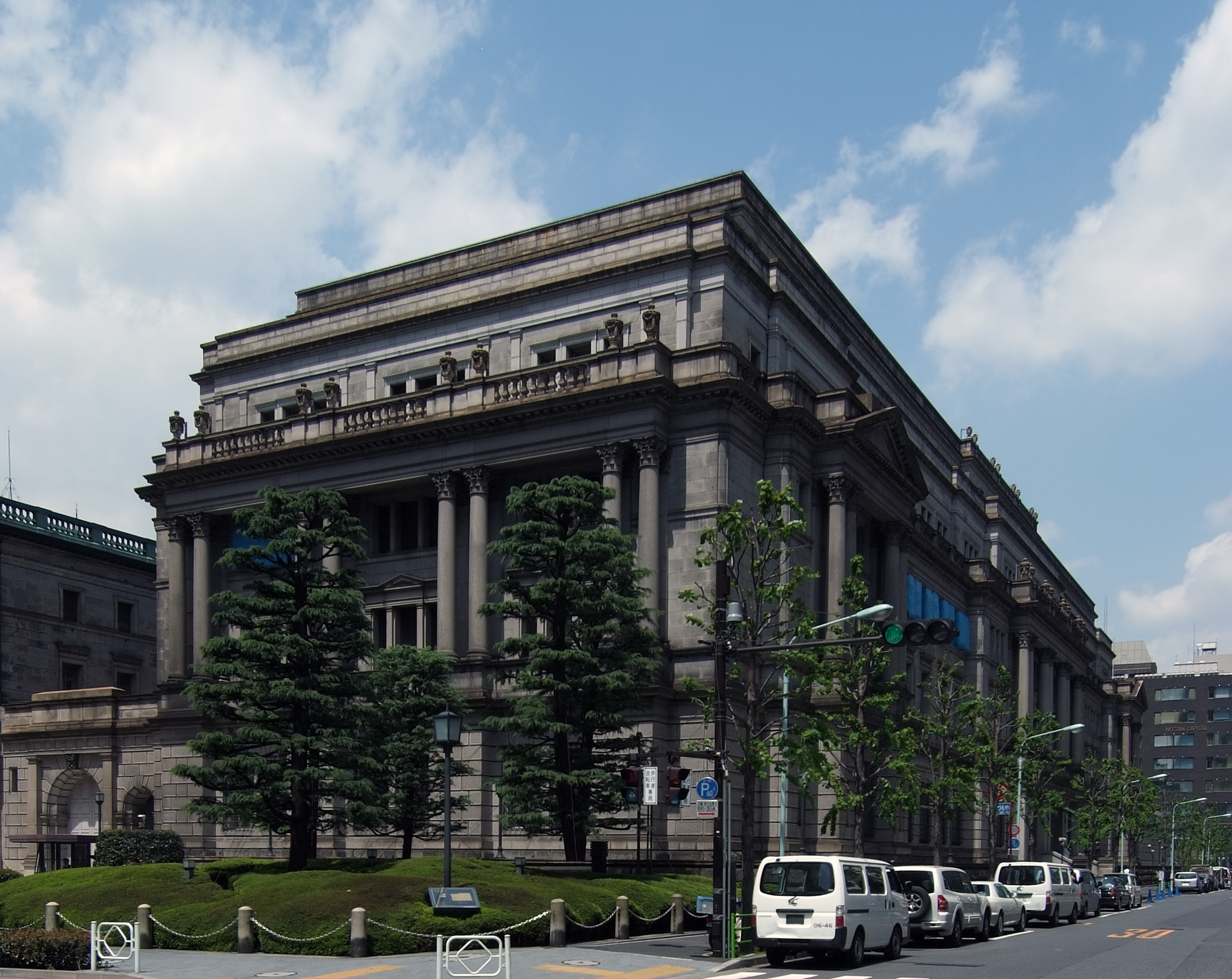
La sede di Tokyo della Banca del Giappone

Dopo la seconda guerra mondiale, e nei decenni successivi, il Giappone visse un periodo di forte crescita economica grazie alla combinazione di diversi fattori favorevoli: l'intervento degli Stati Uniti d'America (i quali una volta finita la guerra presero sotto la propria ala il Paese nipponico, partecipando alla stesura della nuova costituzione e aprendo i propri mercati alle esportazioni giapponesi), quello del Ministero del commercio (il quale fece da tramite tra i paesi occidentali e le aziende giapponesi) e la volontà dei giapponesi di uscire in fretta dalla crisi post-bellica, concretizzata nella forte tendenza al risparmio che permise alle banche nipponiche di disporre sempre di notevoli risorse per il credito. Il Giappone, quindi, si ritrovò con un saldo commerciale ampiamente positivo grazie anche all'apprezzamento dello yen rispetto alle altre valute estere (accordo del Plaza). Questi fattori permisero alle aziende di disporre di maggiori risorse patrimoniali rispetto alle proprie concorrenti straniere, riducendo il prezzo delle merci prodotte e aumentando il surplus della bilancia commerciale.
A partire dal 1985 le banche stimolarono con offerte allettanti la domanda della clientela, grazie alla concessione di prestiti a basso tasso di interesse, facendo crescere di conseguenza la domanda di beni di lusso e beni immobili, e lasciando che l'offerta di moneta raggiungesse il 10-12% in un periodo in cui il reddito reale cresceva tra il 4,4% e il 6,6%. Difatti le imprese, con una tale disponibilità di liquidi accumulata, incominciarono a investire in attività speculative sia nel mercato degli immobili che nel mercato azionario.
Tale politica fu inoltre in qualche modo avallata dalla Banca del Giappone la quale ritardò la sua presa di posizione nell'arginare il problema. Difatti tra il 1989 e il 1990 era in programma una politica fiscale atta a contrastare la speculazione edilizia (la quale prevedeva l'aumento delle imposte sulle plusvalenze, sui terreni inutilizzati e che avrebbe favorito le costruzioni su terreni abbandonati) ma fu posticipata in vista dell'incertezza economica causata dal lunedì nero del 1987. Inoltre nello stesso anno fu siglato l'accordo del Louvre per la stabilizzazione del dollaro, cosicché il Ministero delle finanze giapponese si dimostrò riluttante a seguire una politica che di fatto avrebbe avvantaggiato la valuta statunitense, lasciando ogni responsabilità alla Banca del Giappone. Tutti questi fattori, a partire dal 1986, contribuirono allo sviluppo di un'enorme bolla speculativa sia nel settore immobiliare giapponese sia nel mercato finanziario.

## Scoppio della bolla

Indice Nikkei dagli anni settanta agli anni dieci del XXI secolo.

Nel 1987 il reddito pro capite del Giappone superò per la prima volta quello degli Stati Uniti, mentre l'indice Nikkei raggiunse il suo massimo storico due anni dopo, il 29 dicembre 1989, toccando quota 38.915,87 punti, quasi il triplo rispetto al 1986 (circa 12.000 punti), dando l'impressione che il Paese nipponico sarebbe diventato di lì a poco la prima potenza al mondo.
Tuttavia all'inizio del 1991 la bolla speculativa scoppiò, a causa di quello che oggi viene riconosciuto come un errore: la Banca del Giappone, nel tentativo di adottare una politica di bilancio più restrittiva, aumentò bruscamente i tassi di interesse. Di conseguenza le banche si trovarono impossibilitate ad esigere i prestiti concessi, a causa dell'insolvenza dei clienti. Anche il pignoramento dei beni in via di garanzia si rivelò inutile, in quanto la maggior parte di essi aveva perso gran parte del proprio valore originario. Il valore complessivo del capitale andato perduto a causa del crollo dei prezzi nel settore immobiliare e nel mercato finanziario fu di un miliardo di yen, corrispondente a 2,4 volte il PIL. Lo scoppio della bolla provocò inoltre un calo della domanda interna mentre l'indice Nikkei precipitò a un livello di circa 15.000 punti nel 1992, il quale corrispose a una perdita di capitale di 430.000 miliardi di yen. In un primo momento tale situazione comportò una serie di pratiche finanziarie discutibili come il risarcimento delle perdite dei maggiori investitori, la manipolazione di titoli azionari e il ricorso a contabilità fittizie per mascherare le perdite, oltre alla forte corruzione che raggiunse anche le alte sfere politiche.
Negli anni successivi l'indice Nikkei risalì fino a 20.500 punti, tuttavia gli affitti a Tokyo scesero del 20%, mentre gli investimenti stranieri nel settore immobiliare diminuirono drasticamente. Il valore degli appartamenti nelle zone residenziali scese a un terzo del valore che possedeva negli anni ottanta. Le banche inoltre non seppero tenere fronte al problema del loro indebitamento, non sapendo approfittare delle agevolazioni fornite dalla Banca del Giappone che permise di espandere la loro capacità di prestito, in quanto il valore del loro capitale continuava a diminuire. Preoccupate che tale allargamento della capacità di prestito potesse aumentare la possibilità di elargire cattivi prestiti, le banche si rifiutarono inoltre di rinnovare i prestiti alla maggior parte dei loro clienti. Vittime di questa situazione furono soprattutto le piccole imprese, i clienti più importanti delle banche giapponesi, le quali cominciarono a fallire (circa mille al mese) causando un forte aumento del tasso di disoccupazione, il quale raggiunse il 3,2% nell'aprile 1995. Successivamente, anche le grandi imprese cominciarono a spostare le proprie fabbriche nei paesi asiatici vicini causando la diminuzione di occupazione anche per quanto riguarda le industrie manifatturiere.

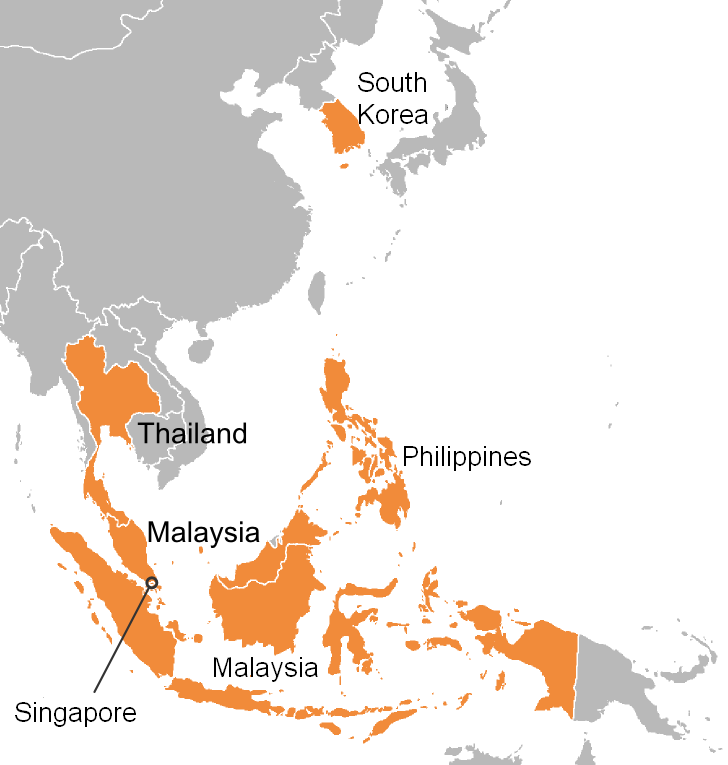
Nel riquadro vengono mostrate le nazioni interessate dalla crisi asiatica del 1997. Il Giappone fu interessato solo indirettamente, ma si vide costretto a diminuire il volume di esportazioni ai paesi colpiti.

## Conseguenze
L'improvviso arresto della speculazione sommato agli interventi del governo giapponese atti a sanare l'economia del Paese fecero sprofondare il Giappone in un periodo decennale di deflazione conosciuto come "decennio perduto" (失われた10年?, ushinawareta jūnen), caratterizzato da un tasso di crescita annuo pari all'1,4% del PIL, tasso notevolmente inferiore al 4,1% degli anni ottanta. Inizialmente le autorità giapponesi sottovalutarono la crisi, mascherata della continua crescita del PIL di quegli anni che videro il governo giapponese approvare, tra il 1992 e il 1995, delle manovre finanziarie che non solo si rivelarono inefficaci, ma addirittura deleterie. La scelta delle banche di continuare a tenere in vita le cosiddette imprese zombie, ovvero quelle imprese in gravi difficoltà finanziarie ma allo stesso tempo considerate "troppo grandi per fallire", contribuì a peggiorare ulteriormente la situazione. Seguì un breve periodo di ripresa, possibile grazie al recupero dell'attività produttiva sostenuto soprattutto da una politica fiscale atta a sostenere il mercato ed evitare il crollo delle banche. Nell'aprile 1997 un rialzo delle aliquote di imposte indirette diede vita a un'ulteriore fase recessiva, caratterizzata dal crollo dei maggiori istituti bancari. In questo stesso periodo si colloca la crisi finanziaria asiatica, la quale causò la diminuzione del contributo al PIL derivato dalle esportazioni nei paesi vicini, e che costrinse il Giappone a convivere con la recessione fino al 2000, nonostante alcuni tentativi nel 1998 di combattere (con l'approvazione di pacchetti di legge appositi) la crisi del sistema bancario.
Nel 2006 il PIL del Paese nipponico registrava un aumento del 3,2%, facendo pensare a un superamento della crisi. La grande recessione finì tuttavia per colpire anche il Giappone che nel primo anno vide una contrazione del PIL dello 0,4% su base annua. Per questo motivo con l'espressione "decennio perduto" in certe occasioni ci si riferisce non solo al decennio 1991-2001 ma anche a quello successivo.
Con l'ascesa al governo di Shinzō Abe nel 2012, il Giappone intraprese una serie di iniziative molto ambiziose per rivitalizzare l'economia nazionale (la cosiddetta Abenomics). Nello specifico si puntò al deprezzamento dello yen al fine di incentivare l'export giapponese, si cercò di ridurre il tasso di interesse per disincentivare il risparmio e venne approvata una politica monetaria espansiva per aumentare l'inflazione. I benefici sull'economia nel breve periodo furono sostanziali, ma la situazione economica del paese rimase instabile anche negli anni successivi.